# Sàn giao dịch hàng hóa New York
Sàn giao dịch hàng hóa New York (tiếng Anh: New York Mercantile Exchange), gọi tắt là NYMEX, là một trong các sàn giao dịch hàng hóa tương lai lớn nhất thế giới, nằm trong thành phố New York. Hai chi nhánh từ ban đầu của Sàn là New York Mercantile Exchange và New York Commodities Exchange (COMEX), nhưng hiện tại hai chi nhánh (công ty) đã sáp nhập. Công ty New York Merchantile Exchange, Inc. là công ty đại chúng bởi vì công ty mẹ của nó là NYMEX Holdings, Inc được niêm yết trên Sàn giao dịch chứng khoán New York tháng 11 năm 2006, mã chứng khoán NMX.
Sàn giao dịch hàng hóa New York là nơi diễn ra các giao dịch có giá trị hàng tỉ đôla về hàng hóa năng lượng và kim loại, và những loại hàng hóa khác được mua và bán trên sàn hoặc thông qua hệ thống máy tính giao dịch điện tử. Giá cả được niêm yết cho các giao dịch trên Sàn là cơ sở để tính toán giá cả trên khắp thế giới.
Sàn của NYMEX được điều hành bởi Ủy ban Giao Dịch Hàng Hóa Tương Lai (Commodity Futures Trading Commission), một cơ quan độc lập của Chính phủ Hoa Kỳ.
NYMEX là một trong số rất ít sàn trên thế giới còn duy trì hệ thống Open Outcry, ở đó người giao dịch được dùng lời nói và dấu hiệu bằng tay trên sàn giao dịch.
Vào tháng 2 năm 2003, New York Board of Trade (NYBOT) ký vào bản hợp đồng thuê tài sản với NYMEX để chuyển tới trụ sở ở khu Trung tâm tài chính sau khi trụ sở ban đầu của NYBOT đã bị phá hủy trong vụ khủng bố 11/9/2001.
Ngày 17 tháng 3 năm 2008, CME Group đã ký thỏa thuận sáp nhập NYMEX Holdings, Inc. trị giá 11.2 tỷ USD tiền mặt và cổ phiếu và hoàn tất việc tiếp quản vào tháng 8 năm 2008. Hiện nay cả NYMEX và COMEX đều hoạt động dưới hình thức Thị trường hợp đồng được chỉ định (DCM) thuộc CME Group.